# لبن وسكر
اللبن والسُكَّر هو قماش رقيق مجعد، عادة ما يكون قطنياً، من الشائع أن يكون مخططاً ولكن ليس بالضرورة، يستخدم لصنع الملابس للطقس الحار.